# Union sportive musulmane madinet Hadjout (basket-ball)
Maillots
Dernière mise à jour : 22 mars 2020.
L'Union Sportive Musulmane Madinet Hadjout (en arabe : الإتحاد الرياضي الإسلامي لمدينة حجوط), couramment abrégé en USMM Hadjout est un club de basket-ball algérien basé à Hadjout dans la Wilaya de Tipaza.

## Identité du club
Depuis la fondation de l'Union Sportive Musulmane Madinet Hadjout, ses couleurs sont le vert et le blanc.

## Palmarès
Championnat d'Algérie de basket-ball
7e : 2006-2007.
e : 2007-2008.
9e : 2008-2009.
14e : 2009-2010.
16e : 2010-2011.
Coupe d'Algérie de basket-ball
- Demi-finaliste : 2007[1].